# Villafruel
Villafruel es una pedanía del municipio de Saldaña situada en la provincia de Palencia, comunidad autónoma de Castilla y León (España).

## Datos básicos
- Altitud: 968 msnm
- Latitud: 42°35′ N
- Longitud: 4°44′ O
- Código INE: 34157
- Código Postal: 34117

## Historia
En 1591, Alonso de Santoyo, natural de Villafruel, hijo de Juan Pérez Quintana de Santoyo y de doña Francisca de Hoyos, marchó a Nueva España (América).
A la caída del Antiguo Régimen la localidad se constituye en municipio constitucional entonces conocido como Villafroel, que en el censo de 1842 contaba con 10 hogares y 52 vecinos. A mediados del siglo XIX , crece el término del municipio porque incorpora a Carbonera, Valcabadillo y Villorquite del Páramo. 
Villafruel permaneció como municipio independiente hasta 1972. Ese año se decretó su anexión al municipio de Saldaña.

## Geografía humana

### Demografía
| Gráfica de evolución demográfica de Villafruel entre 1842 y 1970 |
| |
| Población de derecho según los censos de población del INE Población de hecho según los censos de población del INEEn este censo se denominaba Villafroel: 1842 Entre el censo de 1857 y el anterior, crece el término del municipio porque incorpora a 345022 (Carbonera), 345126 (Valcabadillo) y 345173 (Villorquite del Páramo) Entre el censo de 1981 y el anterior, este municipio desaparece porque se integra en el municipio 34157 (Saldaña) |

Evolución de la población en el siglo XXI
| Gráfica de evolución demográfica de Villafruel entre 2000 y 2020   |
|                                                                    |
| Población de derecho (2000-2020) según el padrón municipal del INE |